# متسابق أسود
متسابق أسود (بالإنجليزية: Black Rider) هو مسلسل تلفزيوني فلبيني تم بثه على شبكة جي إم إيه في عام 2023.

## روابط خارجية
- متسابق أسود على موقع IMDb (الإنجليزية)